# Talsperre Lössau
Die Talsperre Lössau liegt bei Schleiz in Thüringen nahe der sächsischen Grenze und gehört zum Talsperrensystem Lössau-Zeulenroda-Weida. Sie speichert Wasser der Wisenta, wurde 1985 in Betrieb genommen und wird von der Thüringer Fernwasserversorgung betrieben. Sie diente der Trinkwasserversorgung, die durch die Überleitung von Wisenta-Wasser durch einen 2,3 km langen Stollen in die Weida realisiert wurde,  und dient heute weiterhin der Niedrigwasseraufhöhung in der Weida und dem Hochwasserschutz.

## Talsperrensystem
Das Einzugsgebiet des Talsperrensystems Lössau-Zeulenroda-Weida liegt im Thüringer Schiefergebirge südlich von Gera. Die Wisenta fließt primär in die Saale. Das von ihr zur Weida abgegebene Wasser fließt zusammen mit dieser durch die beiden ehemaligen Trinkwasser-Talsperren  Talsperre Zeulenroda und Weidatalsperre in die Weiße Elster und mit dieser zusammen auch in die Saale.

## Sperrbauwerk
Das Sperrbauwerk ist ein Steinschüttdamm mit einer geneigten Innendichtung und ist auf Diabas-Gebirge gegründet. Die Innendichtung besteht aus Lehm, die Steinschüttung des Stützkörpers aus Kieselschiefer, und die Wasserseite ist mit Granitschotter abgedeckt. Zur Abdichtung bis zum undurchlässigen Untergrund dient eine Injektion unter dem Herdgraben und von der Berme aus. In der Mitte des Dammes gibt es ein kombiniertes Entlastungs- und Entnahmebauwerk.